# Jean-Armel Kana-Biyik
Jean-Armel Kana-Biyik (Metz, Francia, 3 de julio de 1989) es un futbolista francés, de origen camerunés. Juega como defensor y su equipo es el F. C. Metz de la Ligue 1.

## Selección nacional
Ha sido internacional con la selección de fútbol de Camerún.

## Clubes
| Club                      | País    | Año       |
| ------------------------- | ------- | --------- |
| Le Havre A. C.            | Francia | 2008-2010 |
| Stade Rennes F. C.        | Francia | 2010-2015 |
| Toulouse F. C.            | Francia | 2015-2016 |
| Kayserispor               | Turquía | 2016-2019 |
| Gazişehir Gaziantep F. K. | Turquía | 2019-2021 |
| F. C. Metz                | Francia | 2022-     |

## Palmarés

### Títulos nacionales
| Título  | Club           | País    | Año  |
| ------- | -------------- | ------- | ---- |
| Ligue 2 | Le Havre A. C. | Francia | 2008 |

## Vida personal
Es hijo de André Kana-Biyik, exinternacional y mundialista por Camerún.